# 我願意為愛付出一切（但我不會那樣做）
〈我願意為愛付出一切（但我不會那樣做）〉（英語：I'd Do Anything for Love (But I Won't Do That)）是吉姆·斯坦曼創作的一首歌，由肉塊合唱團和洛林·克羅斯比錄製。該歌於1993年8月發行，為專輯《地獄蝙蝠重返地獄第二輯》中的第一首單曲。
該歌在商業上取得成功，在28個國家位居榜首。該單曲在美國獲得金唱片認證。〈我願意為愛付出一切 (但我不會那樣做)〉為1993年英國銷量最高的單曲，也是肉塊合唱團第一首登上《告示牌》百强单曲榜和英國單曲排行榜的歌。該歌讓肉塊合唱團贏得了葛萊美獎最佳搖滾獨唱。